# Git虚拟文件系统
VFS for Git（全称Virtual File System for Git）是微软为配合、加速大型Git仓库的使用而开发的一个虛擬檔案系統。
VFS for Git原名Git Virtual File System，即Git虚拟文件系统，缩写GVFS，但GNOME开发者抱怨这与GNOME Virtual File System易混淆，微软在收购GitHub后于2018年6月宣布征集对该软件新名称的想法。2018年8月首次以新名称发布。